# Hygronemobius longespinosus
Hygronemobius longespinosus är en insektsart som beskrevs av Lucien Chopard 1956. Hygronemobius longespinosus ingår i släktet Hygronemobius och familjen syrsor. Inga underarter finns listade i Catalogue of Life.